# Nazionale maschile under 19 di calcio della Repubblica Ceca
La Nazionale di calcio della Repubblica Ceca Under-19 è la rappresentativa calcistica Under-19 della Repubblica Ceca ed è sotto il coordinamento della Federazione calcistica della Repubblica Ceca. Partecipa al Campionato europeo di categoria, che si tiene ogni due anni.

## Partecipazioni al Campionato europeo di calcio Under-19

### Europei Under-19
| - 2002: Primo turno - Fase finale - 2003: Semifinale - 2004: Turno di qualificazione - 2005: Turno di qualificazione - 2006: Semifinale - 2007: Fase Elite - 2008: Semifinale - 2009: Fase Elite - 2010: Fase Elite - 2011: Secondo Posto - 2012: Fase Elite - 2013: Fase Elite - 2014: Fase Elite - 2015: Fase Elite - 2016: Fase Elite - 2017: Semifinale - 2018: Fase Elite - 2019: Primo Turno - Fase Finale - 2022: Fase Elite |